# Павел Послушливый
Преподо́бный Па́вел Печерский, Послушли́вый, подвижник Дальних пещер в Киеве. Православный монах XIII—XIV века, святой Русской церкви, почитаемый в лике преподобного.

## Память
Память преподобного Павла совершается:
- 28 августа (10 сентября) —  в Соборе преподобных отцов Киево-Печерских, в Дальних пещерах почивающих[1];
- 10 (23) сентября — преставление, в один день с тезоименитым святителем Павлом, епископом Никейским (IX).

## Житие
По принятии иноческого образа в Киево-Печерском монастыре Павел безропотно проходил самые тяжёлые послушания, на которые его посылал настоятель. Он никогда не бывал празден, и когда не нёс послушания, молол зерно на жёрнове, изнуряя своё тело этой тяжёлой работой и храня непрестанную внутреннюю молитву. За своё смирение и отречение от мирского был прозван повинником, или послушливым.